# Sjef van Rooij

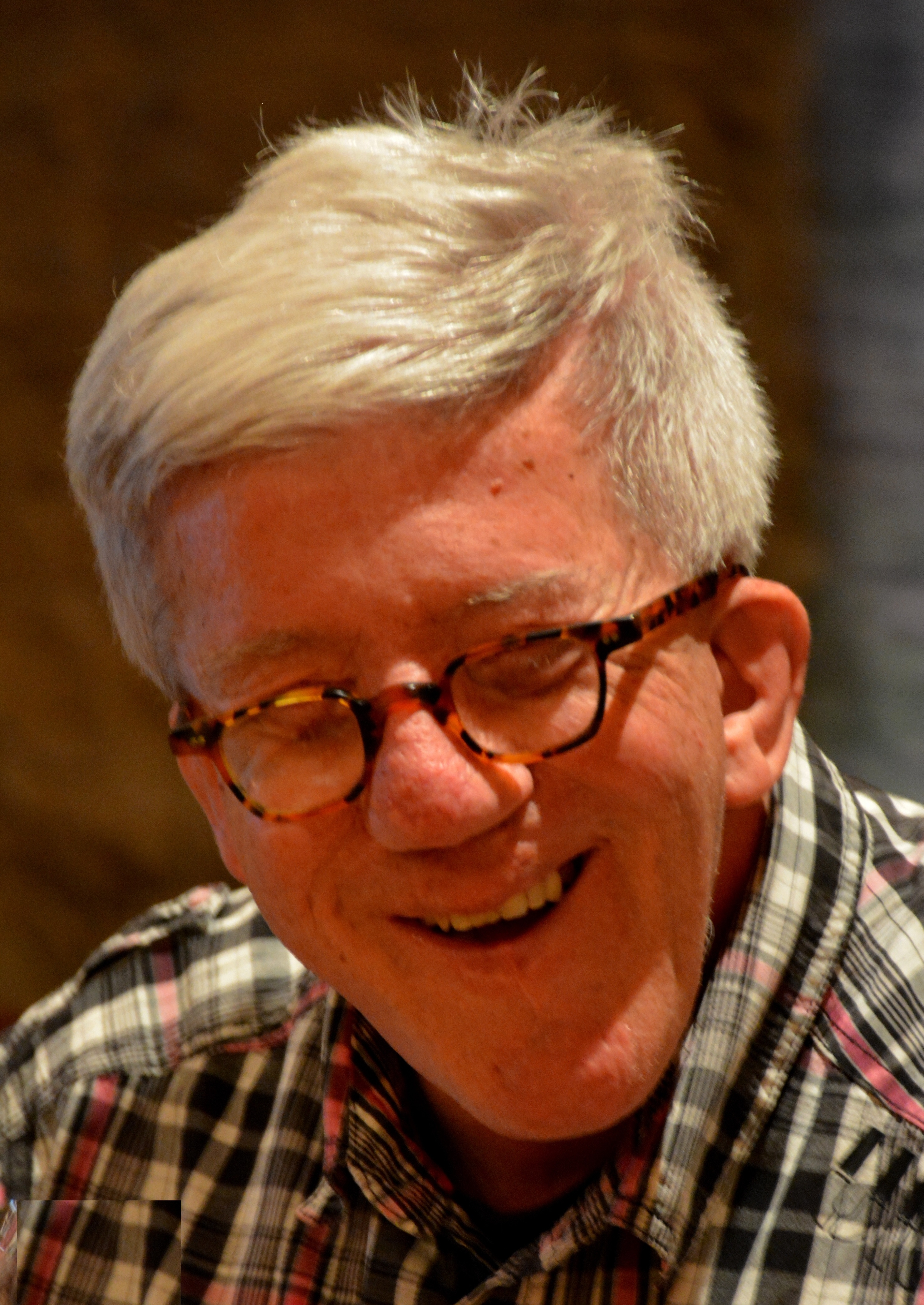
Sjef van Rooij

Sjef van Rooij ('s-Hertogenbosch, 28 mei 1955) is een Nederlandse popmuzikant, componist en tekstschrijver. Hij is Lid in de Orde van Oranje Nassau en schreef in 2015 de Brabantsymfonie. Van Rooij is tevens jurist in het Sociaal Verzekeringsrecht.

## Biografie
Van Rooij groeide op in ’s-Hertogenbosch als oudste in een gezin met twee kinderen. Hij werd geboren met het zeldzame BOF syndroom (verminderd gehoor, zeer slechtziend en schisis). Op de blindenschool leerde hij zichzelf piano spelen. Vanaf zijn 14e ging hij naar het reguliere middelbaar onderwijs, rond zijn 17e werd hij volledig blind. Na het doorlopen van regulier middelbaar onderwijs studeerde hij in 1984 af in Nederlands Recht te Nijmegen. Daarna studeerde Van Rooij enkele jaren elektronisch orgel aan het conservatorium in Zwolle, totdat hij als jurist ging werken bij het ABP en vervolgens bij het UWV. In september 2021 ging hij met pensioen. Hij woont in ‘s-Hertogenbosch.

## Muzikale loopbaan
Van Rooij begon zijn muzikale carrière vanaf 1969 als toetsenist en organist bij diverse kerkkoren en jongerenkoren. Eind jaren ’70 werd hij de muzikaal begeleider van het cabaret-gezelschap “Par Douce”.
Naast muziek voor cabaret en musical begon hij ook religieuze stukken te componeren, waaronder zijn zgn. beatmis “Missa Dominus Illuminatio Mea” uit 1977.
Van 1991 tot 2006 was Van Rooij de vaste toetsenist bij “Vocalgroup Den Bosch” (later Gospelkoor “Crossover”). Hij voorzag de koorleden en overige muzikanten van alle partituren en gaf tevens waar nodig muzieklessen aan koorleden en muzikanten die de koren begeleiden.
Vanaf 2001 componeerde Van Rooij voor liedjes waarvan hij, of tekstschrijver Hans Lakwijk, de teksten maakten, waarvan verschillende in Brabants dialect. Hiervoor kregen Van Rooij en Lakwijk in 2012 de Dialectpenning uitgereikt. De muziek werd in eigen beheer op een reeks CD’s uitgebracht. Ook componeerde hij instrumentale muziek die in eigen beheer wordt uitgebracht. Vanaf 2012 werden ook Engelstalige liedjes uitgebracht, waaronder een country CD.
Van Rooij werd de toetsenist van de APM Bigband in Den Bosch en vanaf 2004 is hij de vaste toetsenist voor het project DBZ (Den Bosch Zingt).
In 2011 componeerde hij in opdracht de muziek voor de Grôôte Ziekenhuisrevue, ter gelegenheid van de opening van het nieuwe Jeroen Bosch Ziekenhuis. De revue werd een 5-tal keer opgevoerd in de schouwburg van Den Bosch.
Onder andere vanwege zijn muzikale prestaties en inzet als vrijwilliger hierin werd van Rooij in 2013 benoemd tot Lid in de Orde van Oranje-Nassau.
In 2014 voltooide Van Rooij de in opdracht gecomponeerde “Brabant Sympfonie”. Het stuk werd in 2015 aan de Commissaris van de Koning aangeboden en ging in 2019 in Tilburg in première.
Van Rooij speelt verder als toetsenist in de bands “Angels and Demons” en “Les Mêtres”.

## Overige
Naast de muziek is Van Rooij ook bijzonder actief op het gebied van hoorspelen. Hij heeft een verzameling van enkele tienduizenden hoorspelen waar al meerdere malen een beroep op is gedaan door o.a de NOS (Nederlandse Omroep Stichting). Van Rooij was betrokken bij de oprichting van het hoorspeltijdschrift Synopsis, en zorgde als medeoprichter van een audiotheek voor hoorspelen er voor dat oude hoorspelen behouden bleven voor het nageslacht.

## Discografie

### Cohda
- 2001: maar nu / mar nou (deels Nederlandstalig, deels dialect)
- 2003: andersom
- 2004: wereldliedjes
- 2005: band
- 2005: rondje Den Bosch (deels Nederlandstalig, deels dialect)
- 2007: spontstaan
- 2007: blinde beelden I (blind images volume 1) (instrumentaal)
- 2008: blinde beelden II (blind images volume 2) (instrumentaal)[3]
- 2009: eigen ding (Cohda en George)
- 2010: blinde beelden III (blind images volume 3) instrumentaal
- 2012: ’n bietje bijbuurten (deels Nederlandstalig deels dialect)
- 2012: Cohda Country Comfort (Engelstalig)
- 2014: blinde beelden IV (blind images volume 4)[4]
- 2018: blinde beelden V (blind images volume 5)
- 2018: Sjef and Friends (Ad Hoc)[5]
- 2022: blinde beelden VI (blind images volume 6)
- 2023: Rondje Den Bosch (heruitgave van de cd uit 2005, aangevuld met het nummer "Bosschenaar")

### Buiten Cohda
- 1981 : 10 jaar Jongerenkoor Hintham (EP, vinyl, Crossroad Studio Oss)
- 1999 : Get On Board – Vocalgroup Den Bosch (CD)
- 2000: cd single de wiek
- 2004: dOKument (met toneelvereniging onderling kunstgenot te Sint-Michielsgestel)
- 2005: Hartenkreet (Vocal group Den Bosch)
- 2017: in’t kort bestek (dialect cd met Cohda-Krek).
- 2025: Vur't Goei Fatsoen (dialect cd met Cohda-Krek)